# Harald Quiel
Harald Quiel (* 10. Juni 1947 in Rheine) ist ein deutscher Brigadegeneral außer Dienst des Heeres der Bundeswehr.

## Leben
Quiel trat nach dem Abitur 1968 am 1. Juli jenes Jahres bei der Ausbildungskompanie 405 in Baumholder in die Bundeswehr ein. Anschließend wurde er ab Oktober 1968 im Schallmeßlehrbataillon 5 in Idar-Oberstein verwendet und wechselte im Dezember 1969 zur Artillerieschule, ebenfalls in Idar-Oberstein. Von Juli 1979 bis September 1971 besuchte er die Heeresoffizierschule II in Hannover, mit deren Abschluss er am 1. Oktober 1971 zum Leutnant ernannt wurde, und war anschließend Batterieoffizier im Feldartilleriebataillon 11 in Hannover, Zugführer und S3-Offizier an der Artillerieschule in Idar-Oberstein und von 1976 bis 1980 Batteriechef im Feldartillerielehrbataillon 51.
Quiel absolvierte von 1980 bis 1983 den 23. Generalstabslehrgang Heer an der Führungsakademie der Bundeswehr in Hamburg, wo er zum Offizier im Generalstabsdienst ausgebildet wurde, ebenso wie die 95° promotion der Ecole Supérieure de Guerre in Paris. Von 1983 bis 1985 war er G2 (Militärisches Nachrichtenwesen der 5. Panzerdivision und von 1985 bis 1987 G3 op der Central Army Group der NATO. Von 1987 bis 1989 diente er als Bataillonskommandeur des Panzerartilleriebataillons 355 in Wildflecken, bevor er 1989 Referent im Planungsstab des Bundesministeriums der Verteidigung wurde. Anschließend war er ab 1990 Chef des Stabes der 3. Panzerdivision, ab 1992 Referatsleiter im Führungsstab des Heeres (Fü H)/Z im Bundesministerium der Verteidigung (BMVg), ab 1993 stellvertretender Brigadekommandeur der Deutsch-Französischen Brigade und ab 1995 Referatsleiter Fü H III 1 im BMVg. Von Juni 1998 bis Juni 1999 absolvierte er einen Auslandseinsatz der Bundeswehr als Chef des Stabes der Multinationalen Division Süd-Ost in Mostar, Bosnien und Herzegowina.
Ab September 1999 war er Chef des Stabes des Eurokorps und währenddessen von April bis Oktober 2000 Chef des Stabes von KFOR in Prizren im Kosovo. Vom Dezember 2001 bis Februar 2003 war er zur besonderen Verwendung im Heeresführungskommando in Koblenz und absolvierte währenddessen von April bis Juli 2002 die Ausbildung zum Militärattaché. Von Oktober 2002 bis Januar 2003 war er Leiter des deutschen Verbindungskommandos zum United States Central Command in Tampa, Florida. Ab dem 17. März 2003 bis zu seiner Versetzung in den Ruhestand mit Ablauf des 30. November 2004 war er Verteidigungs- und Heeresattaché an der Deutschen Botschaft Paris.
Quiel ist verheiratet und hat einen Sohn.

## Auszeichnungen
- 1982: Ehrenkreuz der Bundeswehr in Gold
- 1995: Ordre national du Mérite
- 1997: Ereteken voor Verdienste
- 1999: Militärverdienstorden (Ukraine)
- 1999: Einsatzmedaille SFOR
- 1999: NATO-Medaille Former Yugoslavia
- 2001: Grund Gruz de Merito Militar con dictinctivo blanco